# John Carroll Lynch
Pour les articles homonymes, voir Lynch et John Lynch.
John Carroll Lynch est un acteur et réalisateur américain né le 1er août 1963 à Boulder, Colorado (États-Unis). Il a fréquenté le lycée jésuite Regis à Denver. Il a étudié le théâtre à l'Université catholique d'Amérique et a obtenu un baccalauréat en beaux-arts en 1986.

## Biographie
Acteur au physique imposant, John Carroll Lynch s'est fait connaître par des rôles inquiétants, à l'image de ceux qu'il interprète dans Zodiac, Shutter Island, Gothika et American Horror Story. Il est également connu pour son rôle dans Le Drew Carey Show, où il interprétait le frère travesti de Drew, mari de Mimi.

## Filmographie

### en tant que réalisateur
- 2017 : Lucky

### en tant qu'acteur

#### Au cinéma
- 1993 : Les Grincheux (Grumpy Old Men) de Donald Petrie : Moving Man
- 1995 : The Cure : Skipper #1
- 1996 : Femmes de rêve (Beautiful Girls) de Ted Demme : Frank Womack
- 1996 : Fargo de Joel Coen : Norm Gunderson
- 1996 : Le Fan (The Fan) de Tony Scott : un commerçant
- 1996 : Feeling Minnesota : un policier
- 1997 : Sex Friends : Un prêtre
- 1997 : Dead Men Can't Dance : Sgt. Plonder
- 1997 : Volcano de Mick Jackson : Stan Olber
- 1997 : Volte/face (Face/Off) de John Woo : Walton
- 1997 : Secrets (A Thousand Acres) : Ken LaSalle
- 1998 : Freak Weather : Ed
- 1998 : Code Mercury (Mercury Rising) de Harold Becker : Martin Lynch
- 1998 : Restaurant : John English
- 1998 : The Naked Man : le chauffeur de Sticks
- 1999 : The Minus Man de Hampton Fancher : le barman
- 1999 : Les Aiguilleurs (Pushing Tin) de Mike Newell : Docteur Freeze
- 1999 : Ma mère, moi et ma mère (Anywhere But Here) de Wayne Wang : Jack Irwin
- 2000 : Le Fantôme de Sarah Williams (Waking the Dead) : Père Mileski
- 2000 : Un couple presque parfait (The Next Best Thing) de John Schlesinger : l'avocat d'Abbie
- 2000 : 60 secondes chrono (Gone in Sixty Seconds) de Dominic Sena : Impound Manager
- 2001 : Bubble Boy : M. Livingston
- 2002 : 3 Days of Rain
- 2002 : The Good Girl de Miguel Arteta : Jack Field
- 2002 : Bug : Wallace Gregory
- 2002 : Par 6 : Dour O'Dowell
- 2003 : Confidence : Grant Ashby
- 2003 : Gothika de Mathieu Kassovitz : Sherif Ryan
- 2004 : Les Petits Braqueurs (Catch That Kid) de Bart Freundlich : M. Hartmann
- 2004 : The Mortuary : M. Whitman
- 2004 : Details : Lou
- 2005 : Crazy in Love (Mozart and the Whale) de Petter Næss : Gregory
- 2005 : Looking for Comedy in the Muslim World : Stewart
- 2007 : Zodiac de David Fincher : Arthur Leigh Allen
- 2008 : Nos souvenirs brûlés (Things We Lost in the Fire) de Susanne Bier : Howard Glassman
- 2009 : Gran Torino de Clint Eastwood : Martin, le coiffeur
- 2009 : Coup de foudre à Seattle : Walter
- 2010 : Shutter Island de Martin Scorsese : le directeur adjoint McPherson
- 2011 : Paul de Greg Mottola : Moses Buggs
- 2011 : Crazy, Stupid, Love. de Glenn Ficarra et John Requa : Bernie Riley
- 2012 : Lady Vegas : Les Mémoires d'une joueuse (Lay the Favorite) de Stephen Frears : Dave Greenberg
- 2014 : The Guard (Camp X-Ray) de Peter Sattler : Colonel Drummond
- 2015 : The Invitation de Karyn Kusama : Pruitt
- 2015 : Ted 2 de Seth MacFarlane : Tom Jessup
- 2016 : Le Fondateur (The Founder) de John Lee Hancock : Maurice McDonald
- 2016 : Jackie de Pablo Larraín : Lyndon B. Johnson
- 2018 : The Highwaymen de John Lee Hancock
- 2020 : Les Sept de Chicago (The Trial of the Chicago 7) d'Aaron Sorkin : David Dellinger
- 2020 : Mariées... ou presque de Shirel Peleg : Ron Shalev
- 2025 : Sorry, Baby d'Eva Victor : Pete

#### À la télévision
- 1995 : In the Line of Duty: Hunt for Justice (téléfilm) : The Major
- 1996 : Shaughnessy (téléfilm)
- 1996 : Voice from the Grave (téléfilm) : Procureur O'Gane
- 1996 : Jeunesse volée (A Friend's Betrayal) (téléfilm) : Mr. Franks
- 1996 : Frasier (Le retour de Diane) (téléfilm) : Dr Franklin Crean
- 1997 -  2003 : Le Drew Carey Show (série télévisée) : Steve Carey
- 1998 : De la terre à la lune (From the Earth to the Moon) (feuilleton télévisé) : Bob Gilruth
- 1999 : Late Last Night (en) (téléfilm) : Sergent Van Wyck
- 1999 : Morrie : Une leçon de vie (Tuesdays with Morrie) (téléfilm) : Walter
- 2002 : En direct de Bagdad (Live from Baghdad) (téléfilm) : John Holliman
- 2003 : The Brotherhood of Poland, New Hampshire (série télévisée) : Major Garrett Shaw
- 2005 : La Caravane de l'étrange (Carnivàle) (série télévisée) : Varlyn Stroud
- 2005 : Close to Home (série télévisée) : Procureur Steve Sharpe
- 2009 : Monk (Saison 8, épisode 9) (série télévisée) : Kurt Pressman
- 2009 : Lie to me (Saison 2, épisode 2) (série télévisée) : Mr. Ried
- 2011-2012 : Body of Proof (série télévisée) : Détective Bud Morris
- 2012 : The Glades (série télévisée) : Détective Mike Ogletree (saison 1 épisode 1 ; saison 3 épisode 6)
- 2014 : The Americans (saison 2) : Fred Timbrook
- 2014-2015 : American Horror Story : Freak Show : Twisty le clown
- 2014-2017 : Turn (série télévisée) : James Rivington
- 2015 : The Walking Dead (saison 6 épisode 4) : Eastman
- 2015-2016 : American Horror Story : Hotel : John Wayne Gacy
- 2017 : American Horror Story : Cult : Twisty le clown
- 2017 : Channel Zero - The No-End House : John Sleator
- 2019 : American Horror Story : 1984 : Benjamin Richter / Mr. Grelots
- 2020 : Big Sky : State Trooper Rick Legarski
- 2021 : American Horror Stories : Larry Bitterman (saison 1, épisode 3)
- 2025 : Ballard : Thomas Laffont